# Rajon Amur-Nyschnjodnipro
Der Rajon Amur-Nyschnjodnipro (ukrainisch Амур-Нижньодніпровський район/Amur-Nyschnjodniprowskyj rajon; russisch Амур-Нижнеднепровский район/Amur-Nischnedneprowski rajon) ist einer von acht Verwaltungsbezirken (Rajone) der Stadt Dnipro, des Oblastzentrums der Oblast Dnipropetrowsk in der Ukraine.
Der Stadtrajon liegt im nordöstlichen Teil der Stadt auf dem linken Dneprufer und ist mit 151.515 Einwohnern (2008)  der drittbevölkerungsreichste Verwaltungsbezirk von Dnipro. Er besitzt eine Fläche von etwa 71,626 km².

## Geschichte
Der Name leitet sich von einer ehemaligen Siedlung „Amur“ und dem „Nyschnjodniprowsker Bahnhof“ ab. Im September 1917 wurden alle Siedlungen des als Trans-Dnepr bekannten Gebietes zum Sadniprowski Rajon zusammengefügt. Am 25. Januar 1918 wurde der Rajon in die Stadt Amur-Nyschnjodnipro umgewandelt, welche um 1920 ins damalige Jekaterinoslaw eingemeindet wurde.

## Bevölkerungsentwicklung
| 1959    | 1970    | 1979    | 1989    | 2001    | 2008    |
| ------- | ------- | ------- | ------- | ------- | ------- |
| 130.262 | 141.043 | 137.712 | 168.768 | 160.572 | 151.515 |

Quelle 